# St. Peter und Paul (Adenstedt)

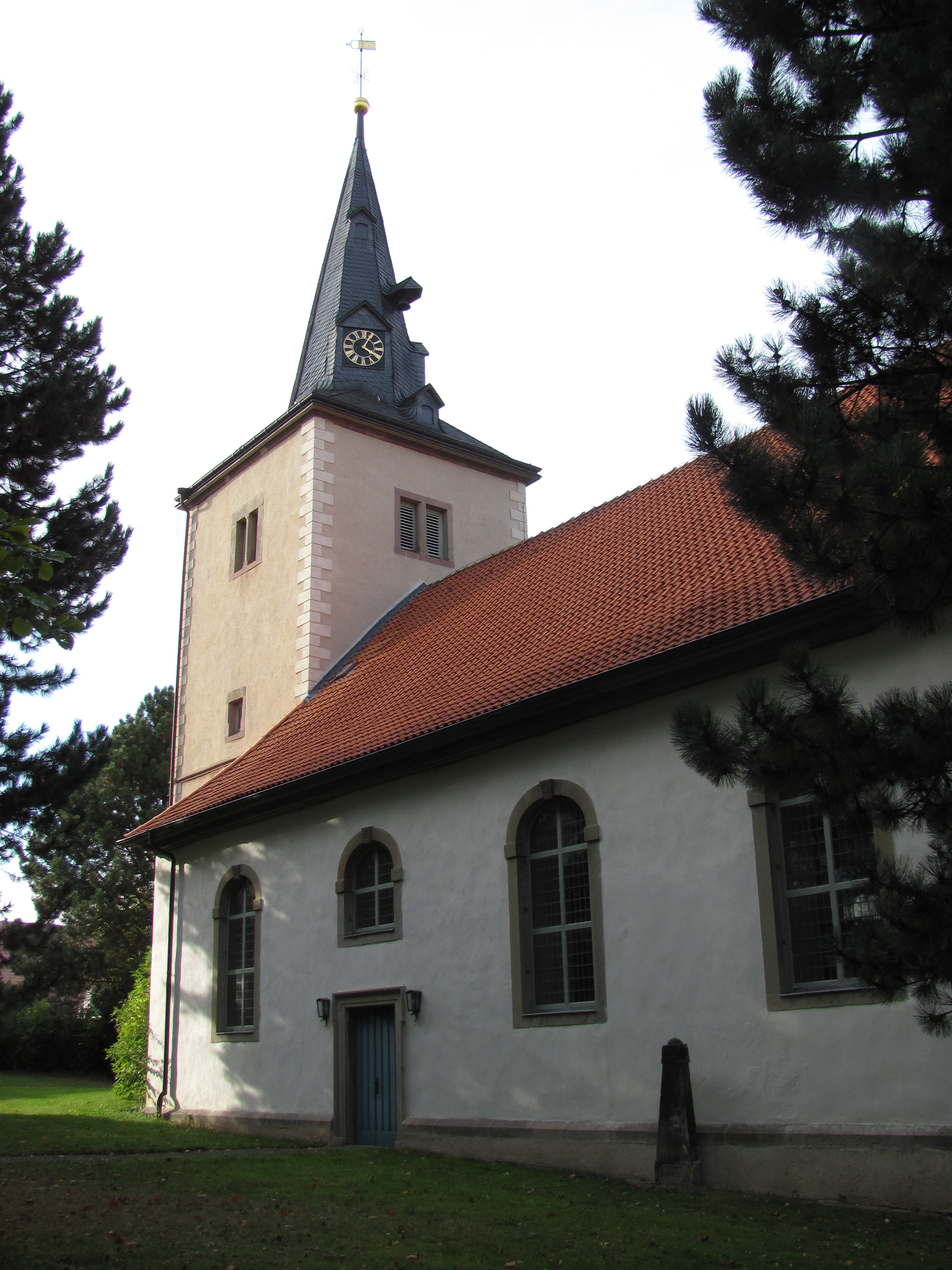
Adenstedt, St. Peter und Paul

Die evangelisch-lutherische Kirche St. Peter und Paul steht in Adenstedt, einem Ortsteil der Gemeinde Sibbesse im Landkreis Hildesheim von Niedersachsen. Sie steht unter Denkmalschutz. Die Kirchengemeinde Adenstedt wurde mit den Kirchengemeinden Sellenstedt und Wrisbergholzen zur  Martin-Luther-Kirchengemeinde Adenstedt-Wrisbergholzen zusammengelegt. Sie gehört zum Kirchenkreis Hildesheimer Land-Alfeld im Sprengel Hildesheim-Göttingen der Evangelisch-lutherischen Landeskirche Hannovers.

## Beschreibung
Die Kirche wurde von 1022 bis 1038 auf Befehl von Bischof Godehard erbaut und den Aposteln Petrus und Paulus gewidmet. Im Jahre 1736 wurde das Kirchenschiff wegen Baufälligkeit abgerissen. Der mittelalterliche Kirchturm im Westen blieb zunächst stehen. Seine Wände, die bis auf die Ecksteine verputzt sind, wurden 1617 aus Bruchsteinen erneuert. 1649 erhielt er einen sechsseitigen, schiefergedeckten, spitzen Helm. An ihm befinden sich die Zifferblätter der Turmuhr und die 1723 gegossene Schlagglocke. Hinter den Klangarkaden im obersten Geschoss des Turms befindet sich der Glockenstuhl, in dem zwei Kirchenglocken hängen, die ältere wurde 1610, die jüngere 1938 gegossen. Anstelle des abgerissenen Kirchenschiffs wurde 1736–1738 eine Saalkirche mit dreiseitigem abgeschlossenen Chor aus verputzten Bruchsteinen gebaut. Der Innenraum ist mit einem hölzernen Tonnengewölbe überspannt, auf dem sich drei Bilder befinden. Sie zeigen die Berufung des Paulus, die Trinität und die Auferstehung. Auf den Brüstungen der hölzernen Emporen sind Szenen aus dem Leben Christi und die Opferung Isaaks dargestellt. 
Am barocken Kanzelaltar von 1736/38 stehen zwischen gedrehten Säulen die Statuen von Kirchenfürsten. Beiderseits der Kanzel stehen zwei Figuren von Heiligen. An der Front der Mensa stellt ein Ölgemälde die Geburt Christi dar, auf der Predella ist das Abendmahl dargestellt. Oberhalb des Schalldeckels ist ein Ölgemälde von der Grablegung Christi zu sehen. 
Die erste Orgel mit 19 Registern, zwei Manualen und einem Pedal wurde 1759 gebaut. Sie wurde 1894 durch einen Neubau hinter dem denkmalgeschützten Prospekt von P. Furtwängler & Hammer ersetzt.